# Estación de Vayres
La estación de Vayres es una estación ferroviaria francesa de la línea París - Burdeos, situada en la comuna de Vayres, en el departamento de Gironde, en la región de Aquitania. Por ella circulan principalmente trenes regionales que unen Coutras con Burdeos.

## Historia
Fue inaugurada por la Compagnie du chemin de fer de Paris à Orléans en 1852. En 1938 las seis grandes compañías privadas que operaban la red se fusionaron en la empresa estatal SNCF. Desde 1997 la gestión de las vías corresponde a la RFF mientras que la SNCF gestiona la estación.

## Descripción
Esta estación se compone de dos andenes laterales y de dos vías.  

## Servicios ferroviarios

### Regionales
Los trenes regionales TER enlazan las siguientes ciudades:
- Coutras - Burdeos